# Hans Sommerferiekæreste
Hans Sommerferiekæreste er en amerikansk stumfilm fra 1918 af Charles Brabin.

## Medvirkende
- Emmy Wehlen som Doris Morse
- Frank Currier som Digby Morse
- Creighton Hale som Philip Hazard
- John Terry som Tom Lloyd
- Warda Howard som Kate